# Karijotas
Karijotas o Koriat (battezzato in Michal) (1300 – 1358) era uno dei figli di Gediminas, Granduca di Lituania, e duca di Navahrudak (in lituano: Naugardukas) e Vaŭkavysk (in lituano: Valkaviskas).

## Biografia
Secondo lo storico polacco Jan Tęgowski, nacque nel 1300 e fu battezzato prima del 1349.
Nel 1349 Algirdas lo inviò insieme a due dei suoi figli, Aikštas o Eikšis di Eišiškės (un insediamento situato al confine tra la Bielorussia e la Lituania) e Simeone di Svislač, da Jani Beg, khan dell'Orda d'Oro, per negoziare un'alleanza contro i cavalieri teutonici e il Granducato di Mosca, in quel periodo in forte espansione. Tuttavia, Jani Beg preferì consegnare Karijotas a Simeone di Russia in cambio di un riscatto.

## Discendenza

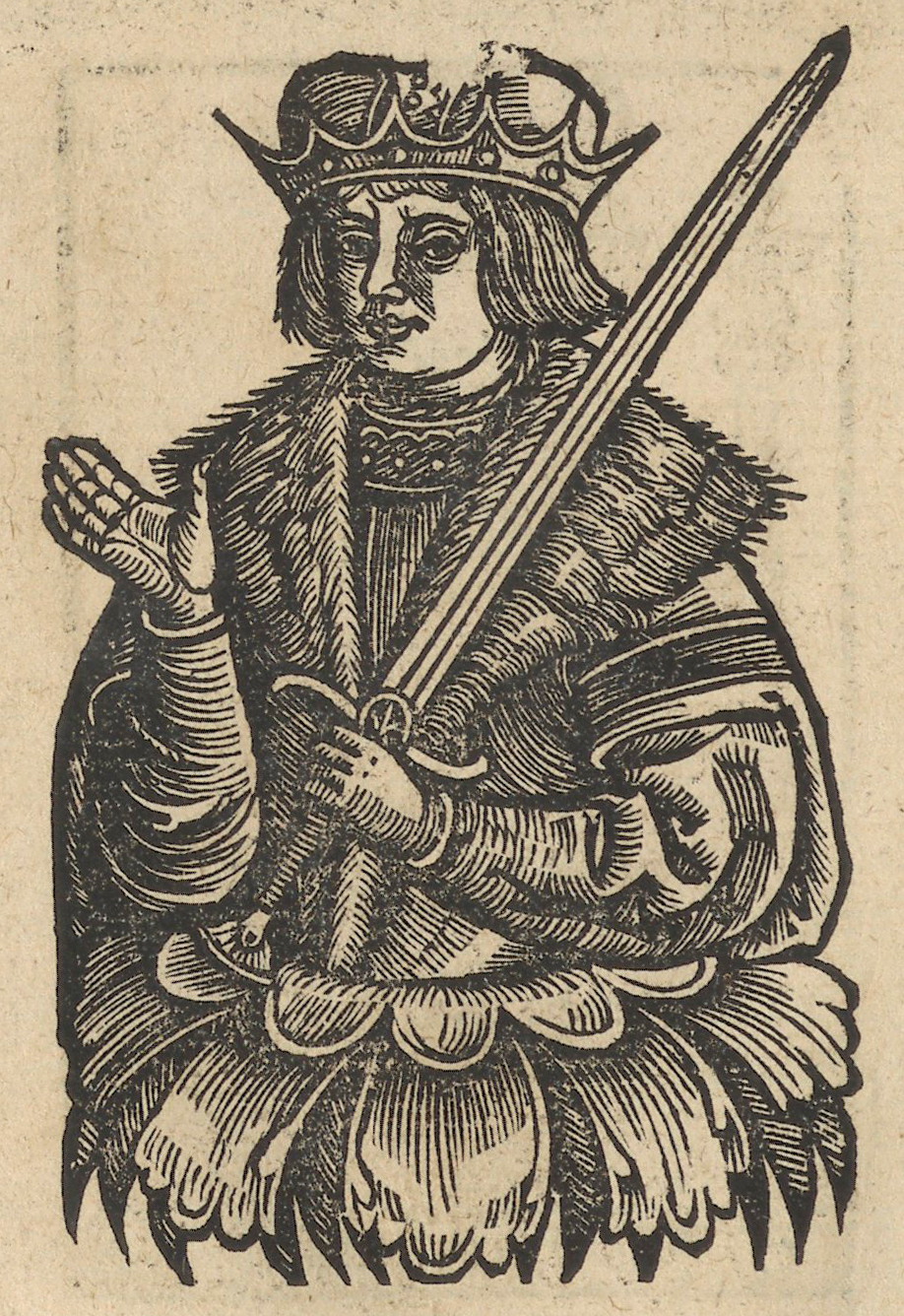
Ritratto immaginario di Karijotas realizzato nel 1578 da Bartosz Paprocki

Non è chiaro quanti figli ebbe Karijotas. Il numero varia tra quattro e dieci.
Sono disponibili dati affidabili su quattro di questi: Alessandro, Giorgio, Costantino e Teodoro, che aiutarono il fratello di Karijotas, Algirdas, granduca di Lituania, a sconfiggere i tatari nella battaglia delle Acque Blu nel 1363. In cambio ricevettero la Podolia. Alessandro (morto intorno al 1380) fu coinvolto nelle guerre di Galizia-Volinia tra suo zio Liubartas e Casimiro III di Polonia. Nel 1366 Aleksander ricevette Volodymyr-Volyns'kyj da Casimiro per i servigi prestati contro suo zio. Solo quattro anni più tardi, a seguito della morte di Casimiro, Liubartas riconquistò la città. Giorgio (morto nel 1375 in Moldavia) inizialmente sostenne Alessandro, ma fu avvelenato subito dopo aver accettato l'invito a diventare sovrano della Moldavia. Costantino (secondo alcuni figlio invece di Algirdas), dopo l'unione di Krewo del 1385, si trasferì in Ungheria e si spense nel 1389 circa. Teodoro (morto nel 1414) ereditò Navahrudak da suo padre e dopo la morte degli altri fratelli, nel 1389 circa, divenne sovrano dell'intera Podolia. Nel 1392 rinunciò a seguire Vitoldo il Grande e dovette fuggire in Ungheria, dove governò Mukačevo e vi fece costruire il castello di Palanok. Anche Dmitri Bobrok è spesso indicato come uno dei figli di Karijotas.